# Rechts (politiek)
De aanduiding rechts wordt gebruikt om de politieke richting van partijen, personen en organisaties te karakteriseren. De betekenis die eraan wordt gegeven kan van land tot land verschillen, en kan in de loop der tijd veranderen.

## Herkomst van de term
Over het precieze ontstaan van termen links en rechts bestaan verschillende verklaringen, hoewel er overeenstemming is dat het ontstaan dateert uit de tijd van de Franse Revolutie waarbij in de Franse Staten-Generaal een ruimtelijke opdeling ontstond waarbij voorstanders van het behoud van de oude machtsverhoudingen zich aan de rechterzijde bevonden en de tegenstanders links.
In Nederland werden tot de Tweede Wereldoorlog alleen de confessionele partijen tot de rechtse partijen gerekend.

## Betekenissen van het begrip "rechts"
Zoals boven gesteld is de betekenis van het begrip "rechts" variabel en contextafhankelijk. Daarom is er geen absolute definitie van het begrip te geven.
In de 19de eeuw duidde rechts op conservatisme, een scherpe reactie tegen de moderne vrijheden en de industriële maatschappij, sterke klemtoon op organisch gegroeide sociale verbanden en machtsposities, respect voor autoriteit en aanvaarding van ongelijkheid. Links daarentegen duidde op een progressieve visie – te denken valt hierbij aan de leuze van de Franse Revolutie, vrijheid, gelijkheid en broederschap. Bijvoorbeeld in het België van midden 19de eeuw werd de katholieke "partij" (le parti conservateur) aangeduid als "la droite" (rechts) en de liberale "partij" als "la gauche" (links). In de loop van de 19de eeuw werd ook het liberalisme echter (deels) een behoudende kracht, die vooral de belangen van de burgerij verdedigde. Aan het einde van de 19de eeuw werd het progressieve denken een nieuw élan gegeven door het opkomende socialisme. Hoe meer het liberalisme ervaren werd als een behoudende kracht, des te meer werd "links" voorbehouden voor het socialisme.
Met andere woorden, rechts staat op de eerste plaats voor conservatieve waarden, bijvoorbeeld ook op ethisch of religieus vlak. In tweede instantie kan ook klassiek liberalisme eventueel als rechts beschouwd worden, in die zin dat het meer aandacht schenkt aan niet-interventie door de overheid en spontane sociale verhoudingen, dan aan de traditioneel liberale aandacht voor universele emancipatie.
Misschien kan die ontwikkeling mede verklaren dat er verschillende visies ontwikkeld zijn op wat rechts is.
Publicist Max Pam definieert rechts (en links) als volgt:
Zelf hecht ik trouwens aan de klassieke tegenstelling tussen links en rechts, volgens welke opvatting de confessionele partijen in het parlement ter rechter en de niet-confessionele partijen ter linker zijde zijn geplaatst. Houden wij aan die tegenstelling vast dan is de CDA een rechtse en de VVD een linkse partij. De Christen-Unie is dan uiterst rechts en de SP uiterst links. Dat eerste klopt wel, maar gek genoeg vind ik de SP ook een rechtse partij, vooral als ik denk aan Harry van Bommel die op het hoogtepunt van Saddam Hoesseins terreur in zijn eeuwige C&A-pak helemaal naar Bagdad reisde.
Pams definitie heeft dus vooral te maken met het al dan niet innemen van een confessioneel standpunt.

## Liberaal in het schema links/rechts
Het liberalisme wordt soms als "rechts" en soms als "links" beschouwd. Het kan beschouwd worden als links op grond van zijn historische roeping om alle individuen te emanciperen – het bieden van gelijke kansen aan allen. Het zou rechts genoemd kunnen worden wanneer het – in de praktijk – afkeer van overheidsinterventie verkiest boven implementatie van individuele emancipatie en zo opnieuw terugkeert naar een vorm van recht van de sterkste, een bestendiging van de natuurlijke ongelijkheid van de mensen, zo essentieel voor het conservatisme.
Een wezenskenmerk van het huidige liberalisme is: het beperken van de inmenging van de overheid. Dit principe verzet zich tegen een linkse economische politiek van grote overheidssteun voor economisch zwakkeren, maar ook tegen de rechtse politiek van het handhaven van een traditionele moraal. Dit verklaart hoe het mogelijk is dat de Nederlandse liberale partij VVD gewoonlijk als rechts wordt beschouwd, terwijl in de Verenigde Staten het woord "liberal" ongeveer hetzelfde betekent als "links" in het Nederlands.
Oorspronkelijk was liberalisme links (de liberalen zaten links van de koning en de conservatieven rechts). Later kwamen de socialisten erbij die weer links van de liberalen zaten. Tegenwoordig staat het liberalisme in het midden tussen socialisme en sociaaldemocratie aan de linkerkant en conservatisme aan de rechterkant. Binnen het liberalisme zijn er sub-stromingen die links of rechts zijn. Het sociaalliberalisme (een mengeling van liberalisme en sociaaldemocratie) staat links van het midden terwijl het conservatief-liberalisme (een mengeling van liberalisme en conservatisme) rechts van het midden staat. De VVD staat als voornamelijk conservatief-liberale partij (centrum)rechts van het midden (hoewel de partij ook sociaalliberalen bevat). Net als de Duitse FDP en Deense Venstre. D66 staat als sociaalliberale partij in het midden. Net als de Britse Liberal Democrats, Vlaamse VLD, Deense Radikale Venstre en Amerikaanse Democratische Partij).

## Partijen die als "rechts" worden beschouwd

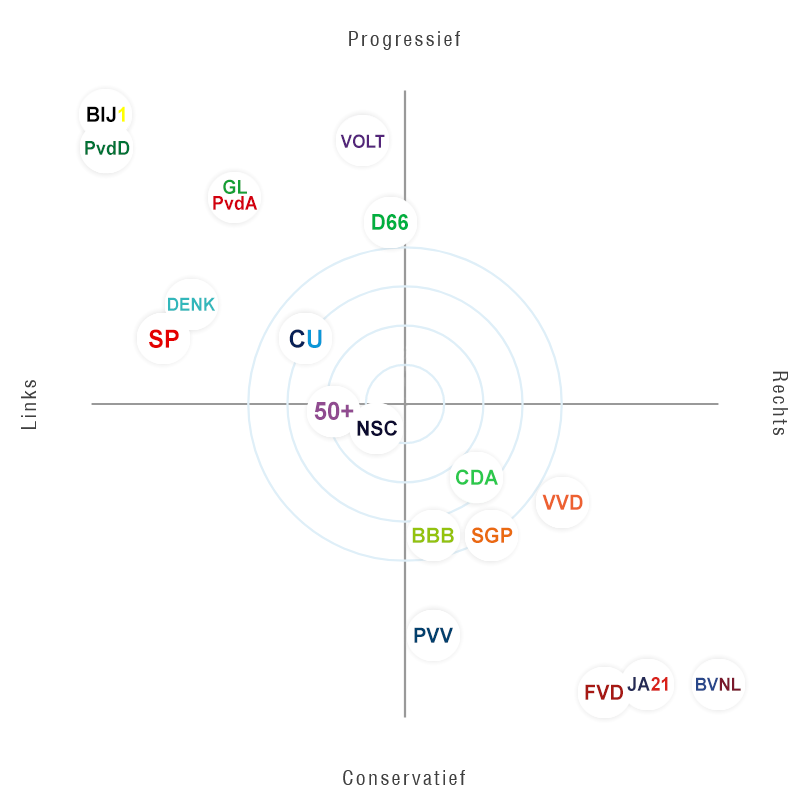
In Nederland bevinden de rechtse politieke partijen zich tijdens de Tweede Kamerverkiezingen in 2023, volgens André Krouwel, aan de rechterkant van deze figuur. Merk op dat Krouwel met "links" en "rechts" vooral doelt op sociaal-economische aspecten en veel minder op bijvoorbeeld milieu, immigratie, veiligheid, buitenland en mobiliteit.

### In Nederland
De volgende Nederlandse partijen worden door het Kieskompas tot (centrum)rechts gerekend:
- Belang van Nederland (BVNL)
- BoerBurgerBeweging (BBB)
- Christen-Democratisch Appèl (CDA)
- Forum voor Democratie (FVD)
- JA21
- Partij voor de Vrijheid (PVV)
- Staatkundig Gereformeerde Partij (SGP)
- Volkspartij voor Vrijheid en Democratie (VVD)

De voorgangers van de ChristenUnie hoorden vroeger bij "klein rechts", maar sinds het ontstaan van deze partij hebben sociale en 'groene' standpunten die vaak als links worden gezien meer nadruk gekregen. Hierom wordt deze partij meestal tot het centrum gerekend.

### In België
- Vlaams Belang (VB)
- Nieuw-Vlaamse Alliantie (N-VA)
- Parti Populaire (PP)
- Libertair, Direct, Democratisch (LDD)
- Open Vlaamse Liberalen en Democraten (Open Vld)
- Mouvement Réformateur (MR)

### Overige landen
- Verenigde Staten: Republikeinse Partij [4]
- Verenigd Koninkrijk: Conservative Party, UKIP, Brexit Party
- Duitsland: FDP, CDU, AfD
- Oostenrijk: ÖVP, FPÖ
- Zwitserland: FDP.Die Liberalen, SVP
- Luxemburg: Demokratesch Partei, CSV, ADR
- Frankrijk: Les Républicains, Front National
- Italië: Forza Italia/PdL, Lega Nord
- Spanje: Partido Popular, Vox
- Canada: Conservative Party of Canada
- Ierland: Fianna Fáil
- Australië: Liberal Party of Australia, National Party of Australia
- Nieuw-Zeeland: New Zealand National Party
- Denemarken: Venstre, Conservatieve Volkspartij, Deense Volkspartij, Liberal Alliance
- Zweden: Gematigde Uniepartij, Christendemocraten, Zweden Democraten
- Noorwegen: Høyre, Vooruitgangspartij, Christelijke Volkspartij
- Finland: Nationale Coalitiepartij, Finnenpartij
- Kroatië: Kroatische Christelijke Democratische Unie, Kroatische Democratische Unie, Kroatische Pure Partij van Rechten, Kroatische Werkelijke Renaissance

## Radicaal-rechts en rechtspopulisme

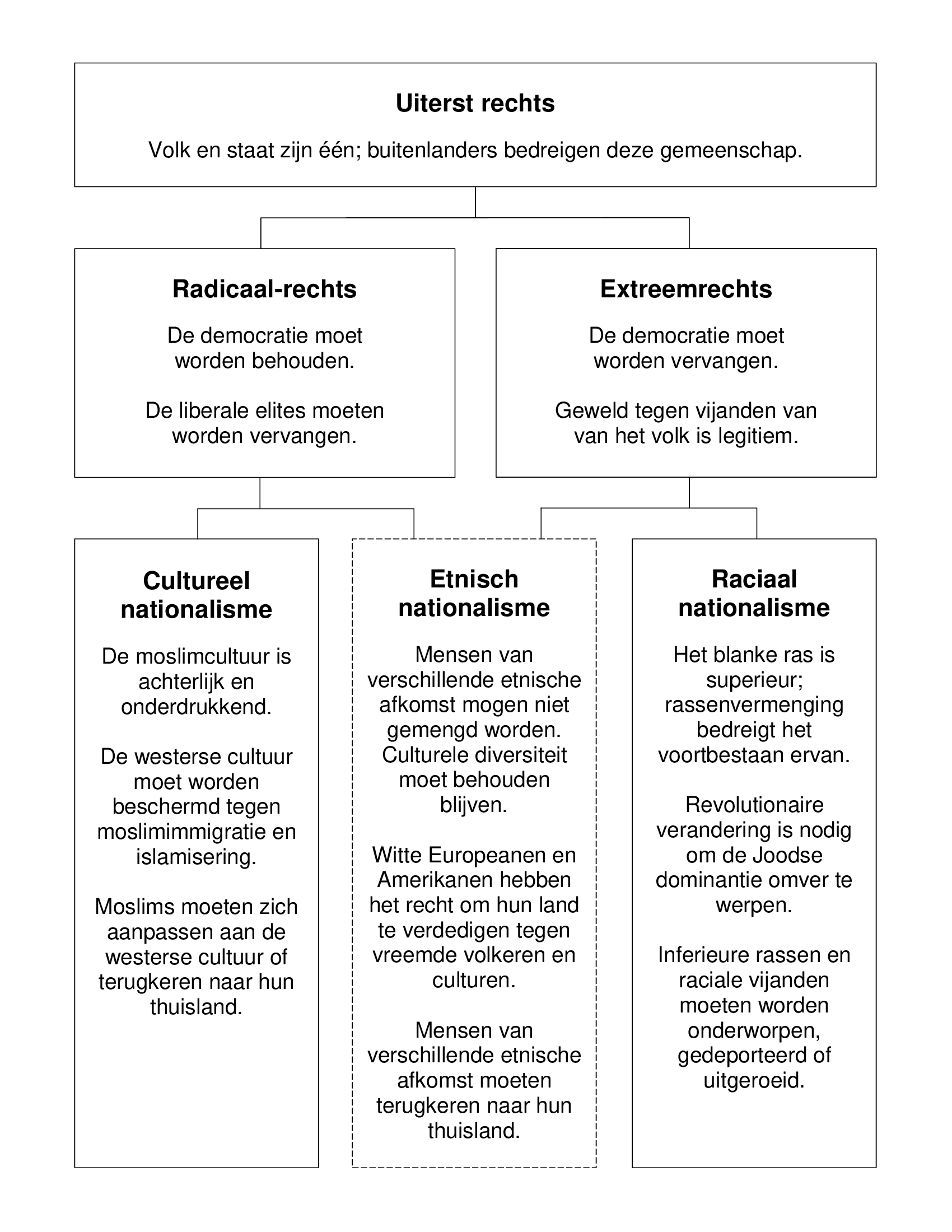
De typologie voor radicaal- en extreemrechts door Tore Bjørgo en Jacob Ravndal, gebaseerd op basis van drie studies, waaronder die van Cas Mudde

Ideeën die verder gaan dan wat de grote rechtse partijen voorstaan, worden aangeduid met termen als ‘uiterst rechts’ of ‘radicaal-rechts’. Er is geen algemene overeenstemming over de afbakening hiervan. Een gebruikelijk kenmerk is een hoge mate van nationalisme en xenofobie. In het bijzonder wordt de term ‘extreemrechts’ veel gebruikt voor groeperingen die bereid zijn geweld te gebruiken om hun politieke idealen te bereiken.
Mede vanwege zulke groepen zijn veel mensen aan de rechterzijde van het politieke spectrum er afkerig van om met ‘extreemrechts’ geassocieerd te worden. Een alternatieve term die ook niet-gewelddadige groepen dekt is ‘rechts-nationalistisch’. Vanuit de Verenigde Staten is de naam alt-right opgekomen.
Een beweging die door tegenstanders vaak als uiterst rechts wordt gezien, is het rechts-populisme. Dit kenmerkt zich door een groot beroep op het ‘volk’ als baken van de politiek. Sommige politici en partijen die onder deze noemer kunnen vallen, staan op sociaal-economisch vlak juist relatief linkse standpunten voor: ze steunen sociale voorzieningen ter bescherming van alle leden van het volk, en staan tegenover het liberale individualisme dat tot ieder-voor-zich kan leiden. Ze onderscheiden zich echter van links door een sterker nationalisme en in sommige gevallen ook door conservatisme in morele vraagstukken. Een voorbeeld hiervan is de PiS in Polen. Ook de term populisme is overigens niet altijd in trek bij politici als aanduiding voor de eigen ideologie, terwijl hun tegenstanders het als scheldwoord gebruiken.